# Leposternon polystegum
Leposternon polystegum är en ödleart som beskrevs av  Duméril 1851. Leposternon polystegum ingår i släktet Leposternon och familjen Amphisbaenidae. Inga underarter finns listade i Catalogue of Life.